# Carl Ludwig Friedrich von Schwarzenau
Freiherr Carl Ludwig Friedrich Strein von Schwarzenau (* 21. Dezember 1751 in Regensburg; † 11. November 1820 in Wien) war Rat, Kammerherr und hessen-darmstädtischer Gesandter.
Seine Eltern waren der Minister Joachim Ludwig von Schwartzenau (* 26. August 1713; † 16. Dezember 1787) aus dem altösterreichischen Geschlecht derer Von Strein und dessen Ehefrau Eberhardine von der Streithorst (1726–1805).
Er ging in markgräflich badische Dienste und wurde zunächst Hofjunker. Im Jahr 1773 kam er als wirklicher Assessor in das Justizkollegiums, wo er 1774 Rat und Kammerherr wurde. Anschließend war er von 1782 bis 1790 Gesandter für Baden-Durlach beim Schwäbischen Reichskreis. Ab 1790 war er dann badischer Kammerherr, Obervogt von Karlsruhe sowie Domherr in Halberstadt. Außerdem war er noch von 1790 bis 1801 Geheimer Kriegs- und Legationsrat und Comitialgesandter für Hessen-Darmstadt.
Ab 1798 war er dann Besitzer der Familiengutes Hähnlein. Aber er trennte sich 1802 von seiner Familie und lebte unter dem Namen „von Sterny“ in Wien, wo er 1820 verstarb.
Schwarzenau heiratete die Freiin Sophie Augusta Johanette von Wallbrunn (* 12. Dezember 1751; † 17. Februar 1813), sie war die Tochter des hessen-darmstadtischen Oberhofmarschall Freiherr Friedrich Karl Kuno von Wallbrunn (1703–1772) und der Helena Marie Friederike Schenck zu Schweinsberg (1724–1797). Das Paar hatte mehrere Kinder:
- Carl Ludwig Friedrich Heinrich August (* 1784; † jung)
- Georg Carl Friedrich (1786–1813) gefallen bei Leipzig, als Hessen-Darmstädtischer Hauptmann der Leib-Kompanie
- Carl Friedrich Wilhelm (1787–1865), K.K. Generalmajor ⚭ Freiin Antonnie von Caballini, Eltern von Erwin Schwartzenau
- Juliane Sophie Wilhelmine (* 20. Mai 1790)